# نيك فيرغيفر
نيك فيرغيفر (بالهولندية: Nick Viergever) وهو لاعب كرة قدم هولندي في مركز الدفاع ولد في يوم 3 أغسطس 1989 في مدينة كابيلا آن دن آيسل في هولندا، يلعب حالياً مع نادي أياكس أمستردام وسبق له اللعب مع إيه زد ألكمار وسبارتا روتردام ولعب مع منتخب هولندا لكرة القدم في سنة 2012.

## مسيرته الكروية
لعب نيك فيرغيفر خلال مسيرته الاحترافية مع 4 أندية في اثنا عشر موسمًا وسجل خلالها 14 هدفًا ضمن 281 مباراة. حيث فاز في موسم واحد بالكأس ولم يفز بأي دوري.
خاض نيك فيرغيفر مسيرته مع نادي سبارتا روتردام في موسم 2008–09 ولمدة موسمين، مشاركًا في 30 مباراة ولم يسجل أي هدف. ثم انتقل إلى نادي إي زد ألكمار في موسم 2010–11 ليلعب معه أربعة مواسم، حيث شارك في 110 مباراة سجل خلالها 5 أهداف. لينتقل بعدها إلى نادي أياكس أمستردام في موسم 2014–15 ليلعب معه أربعة مواسم، مشاركًا في 84 مباراة سجل خلالها 6 أهداف. ثم انتقل إلى نادي آيندهوفن في موسم 2018–19 ولمدة موسمين، مشاركًا في 57 مباراة سجل خلالها 3 أهداف.

## وصلات خارجية
- نيك فيرغيفر على موقع قاعدة بيانات كرة القدم.إي يو (الإنجليزية)
- نيك فيرغيفر على موقع ناشيونال فوتبول تيمز (الإنجليزية)
- نيك فيرغيفر على موقع Soccerway.com (الإنجليزية)
- نيك فيرغيفر على موقع كووورة
- نيك فيرغيفر على موقع AS.com (الإسبانية)